# Hong Kong en los Juegos Olímpicos de Tokio 1964
Hong Kong estuvo representado en los Juegos Olímpicos de Tokio 1964 por un total de 39 deportistas, 38 hombres y una mujer, que compitieron en 7 deportes.
El equipo olímpico hongkonés no obtuvo ninguna medalla en estos Juegos.